# 顧思妤
顧思妤（1991年4月10日—2016年5月15日）是臺灣模特兒。2016年5月15日在屏東墾丁潛水勝地後壁湖着美人魚裝做水底拍攝工作時，因患突發性哮喘而遇溺身亡，終年25歲。